# Gert Coetzer
Pas d'image ? Cliquez ici

a Compétitions nationales et continentales officielles uniquement.

b Matchs officiels uniquement.
Gert Coetzer, né vers 1938 à Bloemfontein et mort le 10 novembre 2018 à Pretoria, est un joueur de rugby à XV et rugby à XIII sud-africain évoluant au poste d'ailier à XV et d'ailier à XIII.

## Biographie
Tout proche de la sélection d'Afrique du Sud de rugby à XV, convoqué, Gert Coetzer n'obtient finalement aucune sélection. Il décide en février 1963 de changer de code de rugby pour le rugby à XIII et s'expatrie en Angleterre pour jouer à Wakefield Trinity. Il est l'un des meilleurs joueurs du Championnat d'Angleterre des années 1960 et prendre part avec Wakefield à deux titres de Championnat d'Angleterre en 1967 et 1968 ainsi qu'un titre de Challenge Cup en 1963. Il prend part également à l'unique tournée de l'Afrique du Sud en 1963 en Australie mais blessé en match amical il ne dispute aucun des test-match contre la sélection australienne, mais seulement deux matchs de semaine.

## Palmarès

### Rugby à XIII
- Vainqueur du Championnat d'Angleterre : 1967 et 1968 (Wakefield).
- Vainqueur de la Challenge Cup : 1963 (Wakefield).
- Finaliste de la Challenge Cup : 1968 (Wakefield).